# Atipia celular
Las atipias celulares son las alteraciones que afectan a la forma de las células, a su tamaño y al proceso de división de las mismas. En otras palabras, es un cambio en la morfología celular normal.
Estos cambios pueden detectarse cuando se estudian al microscopio los tejidos o las células aisladas, y están causados por procesos inflamatorios o tumorales, tanto benignos como malignos. Según la intensidad de los cambios pueden dividirse en atipias de alto o de bajo grado.
La detección de las atipias celulares es muy importante en medicina, adquiriendo especial interés en el estudio de los frotis del cuello uterino para la detección temprana del cáncer de cérvix (Prueba de Papanicolaou). 
Cuando las células de un organismo se exponen a agentes tóxicos, responden con cambios en su morfología que a veces alteran su apariencia (atipia reactiva). Estas deben distinguirse de las producidas por transformaciones cancerosas o precancerosas. Cuando ello no es posible pueden clasificarse como atipias de un significado incierto.